# David Yau Yau

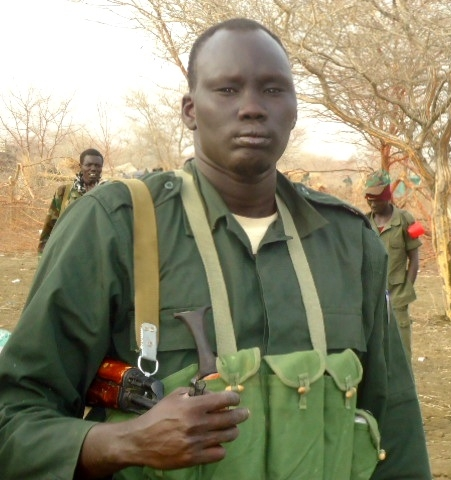
Yau Yau durante seu tempo como líder insurgente

David Yau Yau foi Governador do Estado de Boma  e Administrador-Chefe da Área Administrativa da Grande Pibor no Sudão do Sul. Anteriormente, foi o líder de uma insurreição murle contra o governo sul-sudanês.

## Educação
Yau Yau estudou teologia no Emmanuel Christian College em Yei de 2004 a 2006.

## Carreira
Em 2010, Yau Yau foi empregado como secretário municipal pela Comissão de Assistência e Reabilitação do Sudão do Sul no Condado de Pibor. Yau Yau concorreu nas eleições gerais sudanesas de abril de 2010 para o assento de Gumuruk Boma na Assembleia Estadual de Jonglei. No entanto, o candidato do Movimento Popular de Libertação do Sudão (MPLS), Judi Jonglei Bioris, venceu por ampla margem. Yau Yau é relatado alternadamente como candidato independente e membro do partido de oposição Frente Democrática Unida.

### Insurgência e liderança da Área Administrativa da Grande Pibor

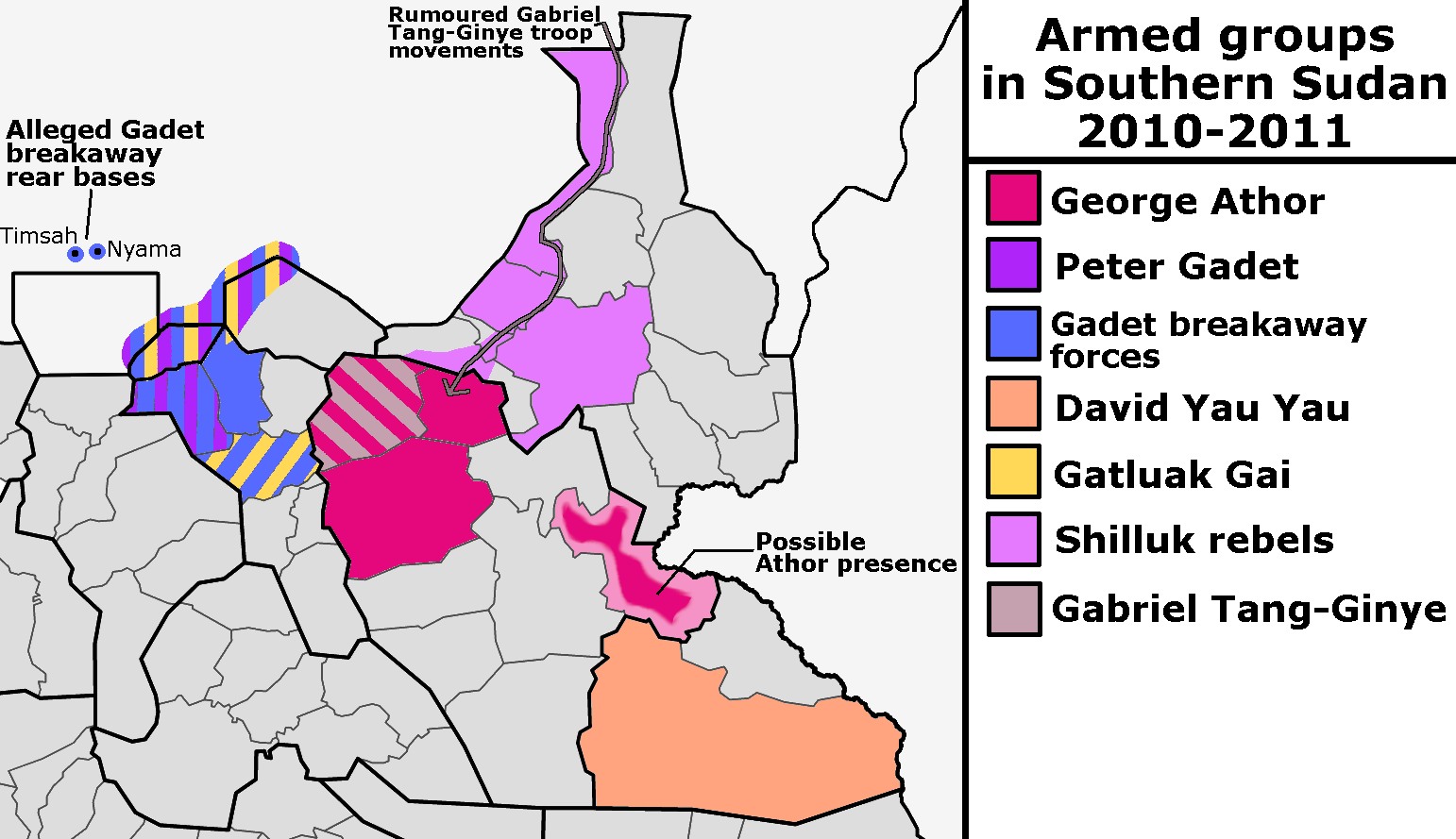
Mapa mostrando insurgências no nordeste do Sudão do Sul de 2010 a 2011. Áreas afetadas pela rebelião de Yau Yau em laranja.

Depois de sua candidatura fracassada para a assembleia estadual, Yau Yau acusou o Movimento Popular de Libertação do Sudão de fraude e intimidação de eleitores. Em 20 de maio de 2010 liderou um grupo armado num confronto com o Exército Popular de Libertação do Sudão (EPLS). Uma baixa foi relatada pelo EPLS. Yau Yau indicou que estava em contato com George Athor, outro candidato fracassado de Jonglei que liderou o Movimento Democrático do Sudão do Sul à rebelião por motivos semelhantes.
Yau Yau assinou um cessar-fogo com o governo sul-sudanês em junho de 2011, que integrou ele e sua milícia ao Exército Popular de Libertação do Sudão, detendo o posto de Brigadeiro-General. Em abril de 2012, ele desertou novamente e liderou uma milícia dominada por murles no conflito sul-sudanês por vários anos.
Yau Yau tornou-se o chefe da insurreição murle e a milícia que ele liderou ficou conhecida como a "Facção Cobra" do Movimento Democrático do Sudão do Sul. Um acordo de paz de março de 2014 com o governo sul-sudanês nomeou Yau Yau como Administrador-Chefe de uma área administrativa semiautônoma recém-criada da Grande Pibor, com praticamente a mesma autoridade dos governadores estaduais do Sudão do Sul.
Ele desistiu da liderança de sua Facção Cobra, que foi dissolvida após a fusão com as Forças da Grande Pibor aliadas do Movimento Popular de Libertação do Sudão na Oposição em janeiro de 2016. Depois de deixar o cargo de líder da Facção Cobra, ele se juntou ao Movimento Popular de Libertação do Sudão com alguns de seus ex-cúmplices.

### Governador do estado de Boma e carreira posterior
Em 2018, foi nomeado governador do Estado de Boma. Posteriormente, as antigas tropas do seu exército privado foram transportadas de Pibor para Juba para serem totalmente integradas nas Forças Armadas do Sudão do Sul. Yau Yau ocupou seu cargo de governador até 2020, quando o estado de Boma foi dissolvido. A Área Administrativa da Grande Pibor foi posteriormente restaurada. Yau Yau continuou a servir como membro da Assembleia Legislativa Nacional.
Em 2022, Yau Yau visitou Warrap, estado natal do presidente Kiir, com vários assessores do presidente. Isso foi considerado pelo site de notícias African Arguments como possivelmente sinalizando que Kiir esperava obter o apoio de Yau Yau para as eleições gerais de 2023.

## Corrupção
David Yau Yau é mencionado no Enough Project do The Sentry, uma iniciativa destinada a recolher provas e analisar o financiamento e funcionamento dos conflitos africanos. Ele foi acusado de lucrar na Guerra Civil do Sudão do Sul ao formar uma empresa petrolífera com dois cidadãos britânicos durante seu governo do estado de Boma. Ele negou a acusação.

## Referencias
- BBC (4 de janeiro de 2012). «UN defends South Sudan Pibor role». BBC

- BBC (27 de agosto de 2012). «Rebels kill South Sudan troops». BBC

- Charbonneau, Louis; Michelle Nichols; Ulf Laessing (22 de dezembro de 2012). «South Sudan admits it downed U.N. helicopter, killing four». Reuters. Juba

- Holland, Hereward (28 de janeiro de 2013). «Two thousand flee as battle engulfs South Sudan town». Reuters. Juba

- McDoom, Opheera (25 de maio de 2010). «UN evacuates 10 aid staff after south Sudan clashes». Reuters. Juba

- «Rebels kill 24 South Sudan soldiers, army says». Reuters. 27 de agosto de 2012

- «South Sudan's Jonglei state suffering from conflict, flooding». News & Politics Examiner (USA). 3 de outubro de 2012. Cópia arquivada em 31 de maio de 2013

- «South Sudan: Rebels Recruiting Youth in Jonglei». VOA

- Holland, Hereward (30 de setembro de 2012). «Analysis: Jonglei revolt gives South Sudan a security headache». Reuters. Juba

- «South Sudan Government, Yau Yau Group Reach Peace Agreement». Sudan Tribune. 28 de março de 2014
- «Bor Bishop regrets rebellion of his former pupil David Yau Yau». Sudan Tribune. 21 de dezembro de 2012